# 烏鰭黑鮡
烏鰭黑鮡，為輻鰭魚綱鯰形目鮡科的其中一種，為熱帶淡水魚類，分布於亞洲緬甸伊洛瓦底江、薩爾溫江流域，體長可達15.8公分，棲息在底層水域，生活習性不明。

## 扩展阅读
維基物種上的相關：烏鰭黑鮡